# Zagra
Zagra er en by og kommune i det sydøstlige Spanien i provinsen Granada. Den har et indbyggertal på 890 (2024) indbyggere.